# Lights 2
Pour les articles homonymes, voir Lights.
Albums de Globe
Lights
(2002) Level 4
(2003)
Remix par Globe
Global Trance 2
(2002)
Singles
1. Over the Rainbow / Inspired From Red & Blue
Sortie : 10 avril 2002

Lights 2 ou Lights2 est le septième album original de Globe, suite de l'album Lights.

## Présentation
L'album, coécrit, composé et coproduit par Tetsuya Komuro, sort le 17 avril 2002 au Japon sur le label Avex Globe de la compagnie Avex ; il sort deux mois seulement après le précédent album original du groupe, Lights, dont il est la continuation directe, avec une pochette ressemblante où figure seule sa chanteuse Keiko.
Comme le précédent, Lights 2 atteint la 2e place du classement des ventes de l'Oricon, et reste classé pendant six semaines. Il se vend moins bien que la première partie et que les albums du groupe sortis avant 2001 (incluant ceux de remix), mais mieux que les deux sortis en 2001 (Outernet et Global Trance). 
L'album poursuit le virage musical du groupe vers la musique électronique trance amorcé l'année précédente, d'où son succès inférieur à celui des anciens albums de style plus pop.
Il contient neuf chansons, dont les deux chansons du single "double face A" Over the Rainbow / Inspired From Red & Blue sorti une semaine auparavant (la première a cependant été remaniée sur l'album) et une reprise de celle du single précédent en conclusion (Many Classic Moments, figurant dans sa version originale sur l'album précédent). Il contient aussi deux titres instrumentaux, dont la reprise en introduction de celui qui conclut la première partie, Fade In2 ("Fade Into"). L'une des nouvelles chansons, Starting From Here, est utilisée comme générique de fin de la série anime adaptée du manga Cyborg 009, succédant à Genesis of Next du précédent album.

## Liste des titres
| CD    | CD                                                                   | CD                                 | CD    | CD | CD | CD | CD | CD | CD |
| No    | Titre                                                                | Paroles / Musique                  | Durée |    |    |    |    |    |    |
| ----- | -------------------------------------------------------------------- | ---------------------------------- | ----- | -- | -- | -- | -- | -- | -- |
| 1.    | Fade In2 (Part 2) (fade in2 (part2) ; instrumental)                  | Tetsuya Komuro (instrumental)      | 1:24  |    |    |    |    |    |    |
| 2.    | Transcontinental Way (TRANSCONTINENTAL WAY ; instrumental)           | Tetsuya Komuro (instrumental)      | 8:46  |    |    |    |    |    |    |
| 3.    | Over the Rainbow (OVER THE RAINBOW ; co-face A du 27e single)        | Tetsuya Komuro (rap: Marc)         | 7:25  |    |    |    |    |    |    |
| 4.    | Knockin' on the Door of My Heart (Knockin'on the door of my heart)   | Tetsuya Komuro (rap: Marc)         | 6:24  |    |    |    |    |    |    |
| 5.    | Starting From Here (STARTING FROM HERE ; générique de Cyborg 009)    | Keiko (rap: Marc) / Tetsuya Komuro | 8:15  |    |    |    |    |    |    |
| 6.    | Hitorigoto (ひとりごと)                                              | Tetsuya Komuro (rap: Marc)         | 7:23  |    |    |    |    |    |    |
| 7.    | Edge of Darkness (edge of darkness)                                  | Marc / Marc & Tetsuya Komuro       | 5:35  |    |    |    |    |    |    |
| 8.    | Inspired From Red & Blue (INSPIRED FROM RED ＆ BLUE ; du 27e single) | Tetsuya Komuro (rap: Marc)         | 5:32  |    |    |    |    |    |    |
| 9.    | Us (US)                                                              | Tetsuya Komuro (rap: Marc)         | 5:24  |    |    |    |    |    |    |
| 10.   | Liquid Panorama (liquid panorama)                                    | Marc                               | 5:02  |    |    |    |    |    |    |
| 11.   | Many Classic Moments (Epilogue) (Reprise du 26e single)              | Tetsuya Komuro (rap: Marc)         | 4:28  |    |    |    |    |    |    |
| 65:38 |                                                                      |                                    |       |    |    |    |    |    |    |